# Cueta solers
Cueta solers är en insektsart som först beskrevs av Luisa Eugenia Navas 1915.  Cueta solers ingår i släktet Cueta och familjen myrlejonsländor. Inga underarter finns listade i Catalogue of Life.